# Groslée
Groslée è un comune francese soppresso e frazione del dipartimento dell'Ain della regione dell'Alvernia-Rodano-Alpi. Dal 1º gennaio 2016 si è fuso con il comune di Saint-Benoît per formare il nuovo comune di Groslée-Saint-Benoît.

## Società

### Evoluzione demografica
Abitanti censiti